# سرگو گریگوریان
سرگو گریگوریان (ارمنی: Սերգո Գրիգորյան؛ انگلیسی: Sergo Grigorian؛ زادهٔ ۱۵ ژانویهٔ ۱۹۶۱) وکیل و مجموعه‌دار هنری ارمنی‌تبار اهل روسیه است. وی بیشتر به خاطر مجموعه پوسترهای سیاسی پروپاگاندایی شوروی خویش شناخته شده است.

## زندگی‌نامه
وی در ۱۵ ژانویهٔ ۱۹۶۱ در مسکو به دنیا آمد .